# Никитинский (Волгоградская область)
Никитинский —  хутор  в Кумылженском районе Волгоградской области России. Входит в состав  Кумылженского сельского поселения. Население 399 чел. (2010).

## История
Административный центр Никитинского сельсовета до реформы 2005 года.
В соответствии с Законом Волгоградской области от 14 февраля 2005 года № 1006-ОД «Об установлении границ и наделении статусом Кумылженского района и муниципальных образований в его составе» хутор вошёл в состав образованного Кумылженского сельского поселения.

## География
Расположен в  западной части региона, в лесостепи, в пределах Хопёрско-Бузулукской равнины, являющейся южным окончанием Окско-Донской низменности, на р. Суходол. Река запружена у северной окраины хутора.
Уличная сеть состоит из четырёх географических объектов: ул. Есенина, ул. Молодежная, ул. Подгорная и ул. Садовая.
Абсолютная высота  104 метра над уровнем моря.

## Население
| 2010 |
| ---- |
| 399  |

Гендерный состав
По данным Всероссийской переписи населения 2010 года в гендерной структуре населения из 399 человек мужчин — 192, женщин — 207 (48,1 и 51,9 % соответственно).
Национальный состав
Согласно результатам переписи 2002 года, в национальной структуре населения
русские составляли  89 % из общей численности населения в 482 чел. .

## Инфраструктура
Развитое сельское хозяйство. Личное подсобное хозяйство.

## Транспорт
Просёлочные дороги. 